# Váci csata (1849. április 10.)
A váci ütközet az 1848–49-es forradalom és szabadságharc egyik csatája volt. Az ütközetre Vác városánál került sor a Christian Götz császári és királyi vezérőrnagy vezette osztrák és a Damjanich János vezérőrnagy által vezetett magyar III. hadtest között 1849. április 10-én.

## Előzmények

### A komáromi hadművelet haditerve
A magyar hadvezetés az Isaszegi csatában aratott győzelem után új haditervet dolgozott ki. Ennek lényege az volt, hogy Aulich Lajos honvéd tábornok II. hadtestét a főváros előtt hátrahagyják és Asbóth Lajos vezette 12. hadosztályt. Ehhez az erőhöz csatlakozik észak felől Kmety György hadosztálya élén és fedezi az I., a III. hadtest és a IV. hadtest két hadosztályának elvonulását. Az I. hadtest a III. hadtesttel közösen beveszi Vácot, utána pedig a IV. hadtest két hadosztályával egyesülve a Garamhoz vonulnak. Vác elfoglalását követően a Kmety-hadosztály oda teszi át a főhadiszállását. A II. hadtest és a 12. hadosztály feladata pedig az volt, hogy támadásokkal elhitessék az ellenség szemében: a magyar főerők a fővezér vezérlete alatt a főváros előtt állnak. Közben viszonyt a magyarok igazi főereje átkel a Garamon és észak, majd dél felől is felől felmentik Komáromot. Ez után a császári és királyi haderő vagy kiüríti a fővárost és megkezdi a visszavonulást Bécs felé vagy annak a veszélynek teszi ki magát, hogy a magyar fősereg bekeríti a főváros környékén. A terv nagyon kockázatos volt, mivel ha az osztrák főparancsnok, Ferdinand zu Windisch-Grätz tábornagy felfedezi, hogy nem a magyar főerők állnak a főváros előtt, akkor könnyedén szét tudja verni Aulich kicsiny egységét és elfoglalja Debrecent, vagy ami még rosszabb, bekerítheti a magyar fősereget.

### A csata előzményei
Április 9-én Az I. hadtest Kerepesről Csomádra vonult, Vác felé előőrsöket állított ki. A VII. hadtest Fót városában állomásozott. A III. hadtest Mogyoródról Veresegyházára nyomult és érintkezésre lépett az I. hadtesttel, emellett szintén előőrsöt állított Vác irányában.